# Пальма, Якопо (Младший)
Якопо Пальма Младший, Пальма иль Джоване (итал. Jacopo Palma il Giovane), собственно Якопо ди Антонио Негретти (Нигретти) (итал. Jacopo di Antonio Negretti; ок. 1548, Венеция — 17 октября 1628, Венеция) — итальянский живописец и офортист, представитель венецианской школы. Внучатый племянник Якопо Пальмы Старшего.

## Биография
Якопо Пальма Младший родился в семье живописца Антонио Негретти и Джулии Брунелло, и был внучатым племянником живописца Якопо Пальмы Старшего. В подписях, монограммах и рукописных комментариях к своим рисункам называл себя и членов своей семьи по прозванию дяди своего отца: «Пальма» (итал. рalma — ладонь). Он рано начал заниматься живописью по стопам Пальмы иль Веккьо и брата своей матери Бонифачо де Питати (Bonifacio de' Pitati) по прозванию Бонифачо Веронезе (Bonifacio Veronese — Бонифачо Веронец), также известного в своё время живописца.
В 1564 году герцог Урбино Гвидобальдо II делла Ровере во время визита в Венецию оценил художественные способности Якопо и пригласил его к своему двору в Пезаро, где с небольшими перерывами Якопо жил до 1567 года, изучая герцогские коллекции, а затем, в мае 1567 года, герцог отправил его на четыре года в Рим к своему послу Траяно Марио. В Риме Пальма Младший начал работать под влиянием Рафаэля и Тинторетто, копировал некоторые картины Тициана, с которым он позднее сотрудничал и завершал последнюю картину Тициана «Пьета» (1576).
В 1582 году Пальма Младший женился на Андриане Фондра, которая доставляла художнику много беспокойств по причине своего характера, ситуация усугубилась преждевременной смертью двух детей. Андриана умерла в феврале 1605 года. Художник скончался в 1628 году, при этом ни один из его наследников (дочери Креция и Джулия, внуки Андриан и Джакомо) не продолжил живописное искусство Пальмы.

## Творчество
Живописный талант Якопо Пальмы Младшего формировался в период кризиса искусства венецианской школы и интенсивного развития римского маньеризма, приёмы которого он смог усвоить за четыре года своего пребывания в Риме. В 1570 году Пальма вернулся в Венецию, где ему было непросто найти заказчиков из-за того, что его стиль посчитали «центрально-итальянским». Чтобы вернуться к привычным особенностям искусства венецианской школы, но с уроками позднего маньеризма, Пальма последовал примеру Тинторетто, отчасти ориентируясь на Веронезе (особенно на его рисунки пером) и на живопись Якопо Бассано. Только к 1580 году Пальма нашел собственный стиль, который он последовательно развивал, особенно в качестве рисовальщика, до конца своей жизни.
В 1577 году при пожаре во Дворце дожей были уничтожены многие картины Карпаччо, Беллини, Веронезе и Тициана. По рекомендации скульптора Алессандро Витториа, помимо Тинторетто, Веронезе и Якопо Бассано, Пальма также получил заказы на воссоздание интерьеров, в частности картин потолка в зале Великого совета (Sala del Maggior Consiglio).
Якопо Пальма много работал по заказам венецианских церквей и монастырей. После смерти Тинторетто в 1594 году он оставался одним из ведущих художников Венеции, по мнению его современников — положение, которое он мог удерживать до своей смерти в 1628 году (Веронезе умер в 1588 году, Якопо Бассано в 1592 году). Пальма также получал заказы от иностранных дворов: от германского императора Рудольфа II и польского короля Сигизмунда III.
Сохранилось большое количество рисунков, выполненных мелом и пером, и двадцать семь офортов Якопо Пальмы Младшего. Сборник гравюр, основанных на его рисунках, был опубликован Якопо Франко в 1611 году под названием «Благородство и превосходство очертаний» (De excellentia et nobilitate delineationis). Пальма считается важнейшим рисовальщиком венецианской школы 1590-х годов. Графические работы Пальмы уже при его жизни высоко ценились коллекционерами и в большом количестве приобретались в частные коллекции в XVII—XVIII веков. Существует мнение, что значение Пальмы для истории искусства как рисовальщика даже больше, чем как живописца, что также свидетельствует о становлении рисунка в качестве самостоятельного вида искусства в период позднего Возрождения и итальянского маньеризма.

## Галерея

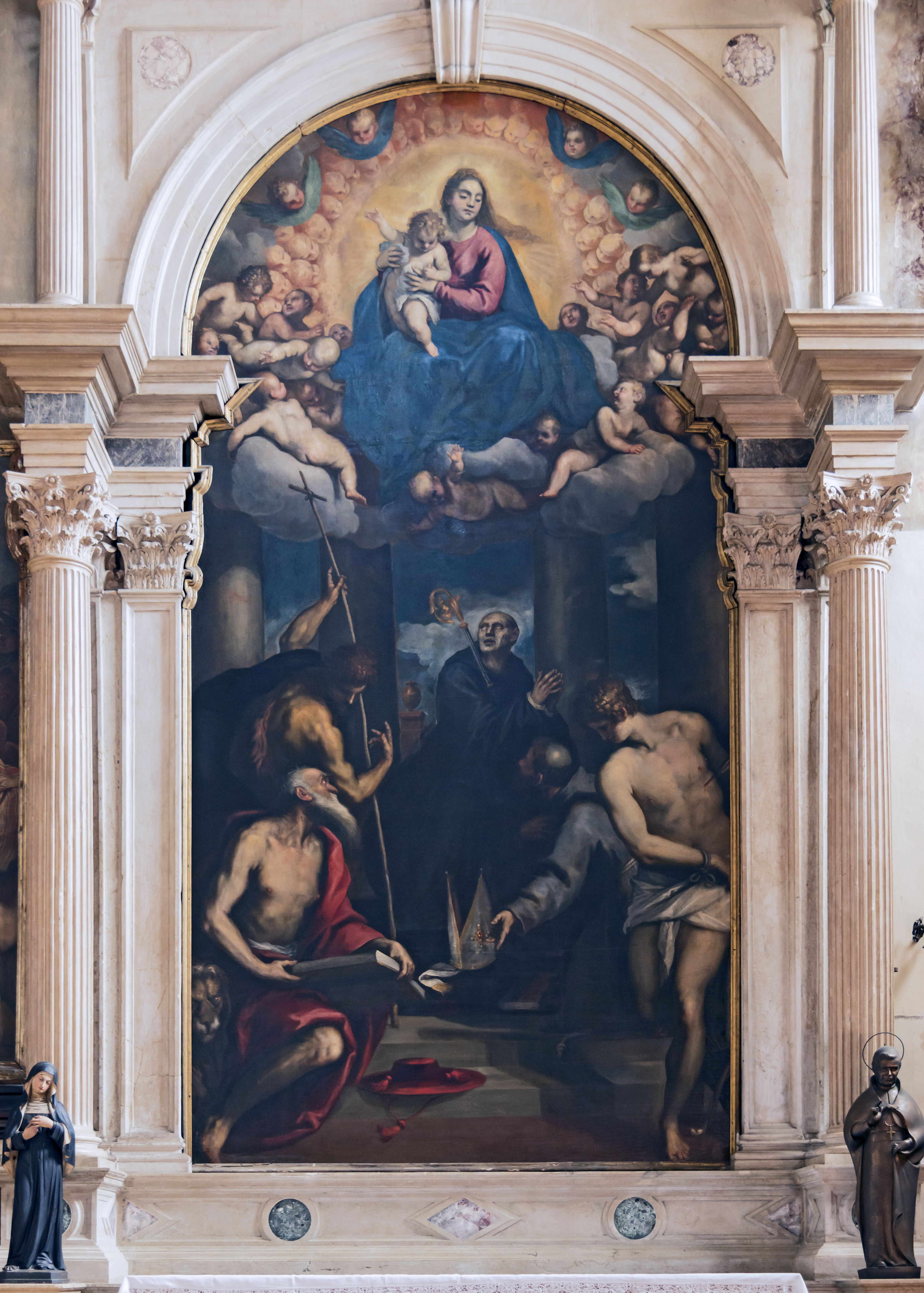
Мадонна с Младенцем, Святым Бенедиктом и святыми. Алтарная картина церкви Сан-Заккариа в Венеции. 1605
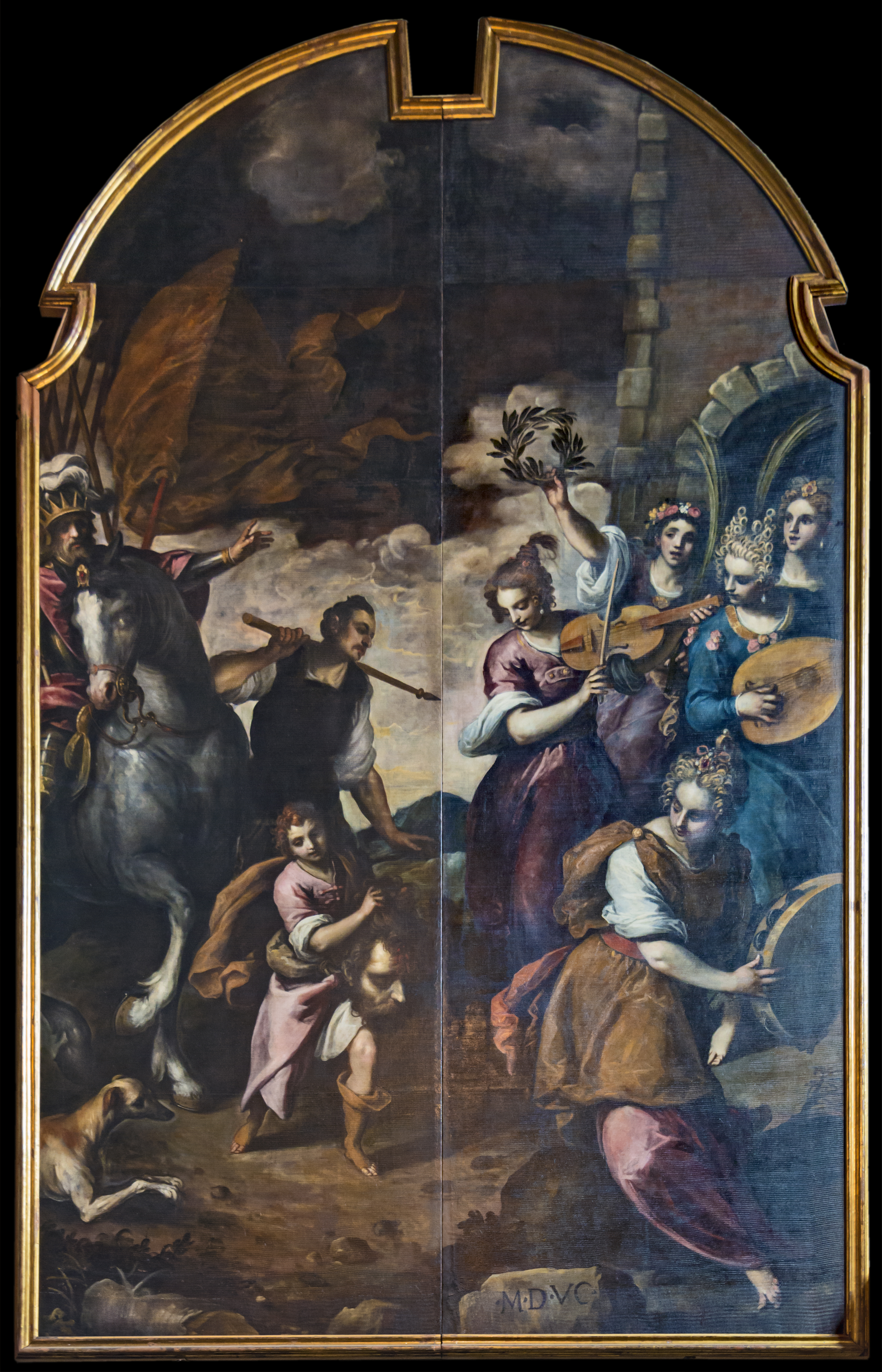
Давид, победитель Голиафа, приветствуется девами Иерусалима. Алтарь капеллы Сант-Атаназио церкви Сан-Заккариа
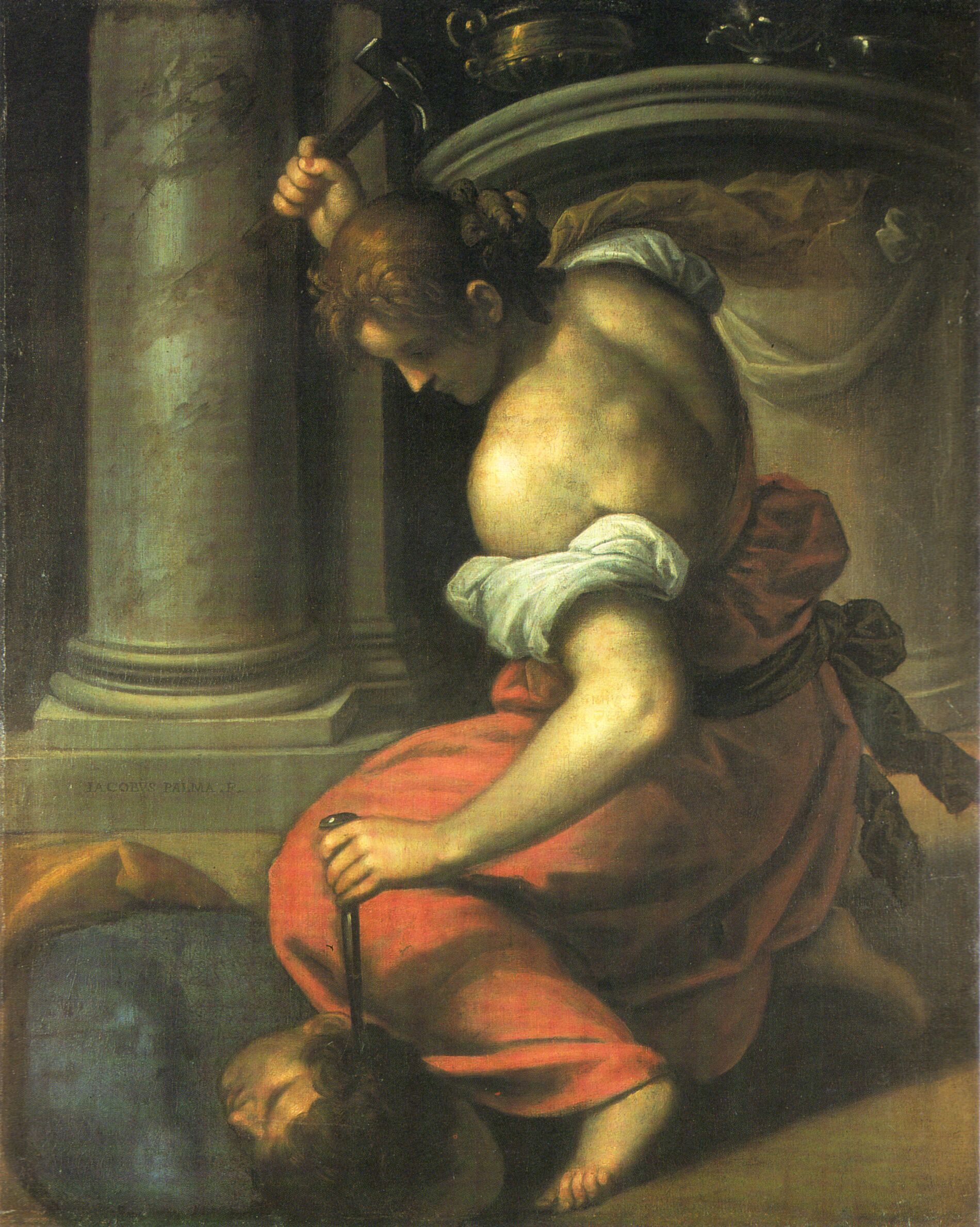
Иаэль убивает Сисару. Шербур, Музей
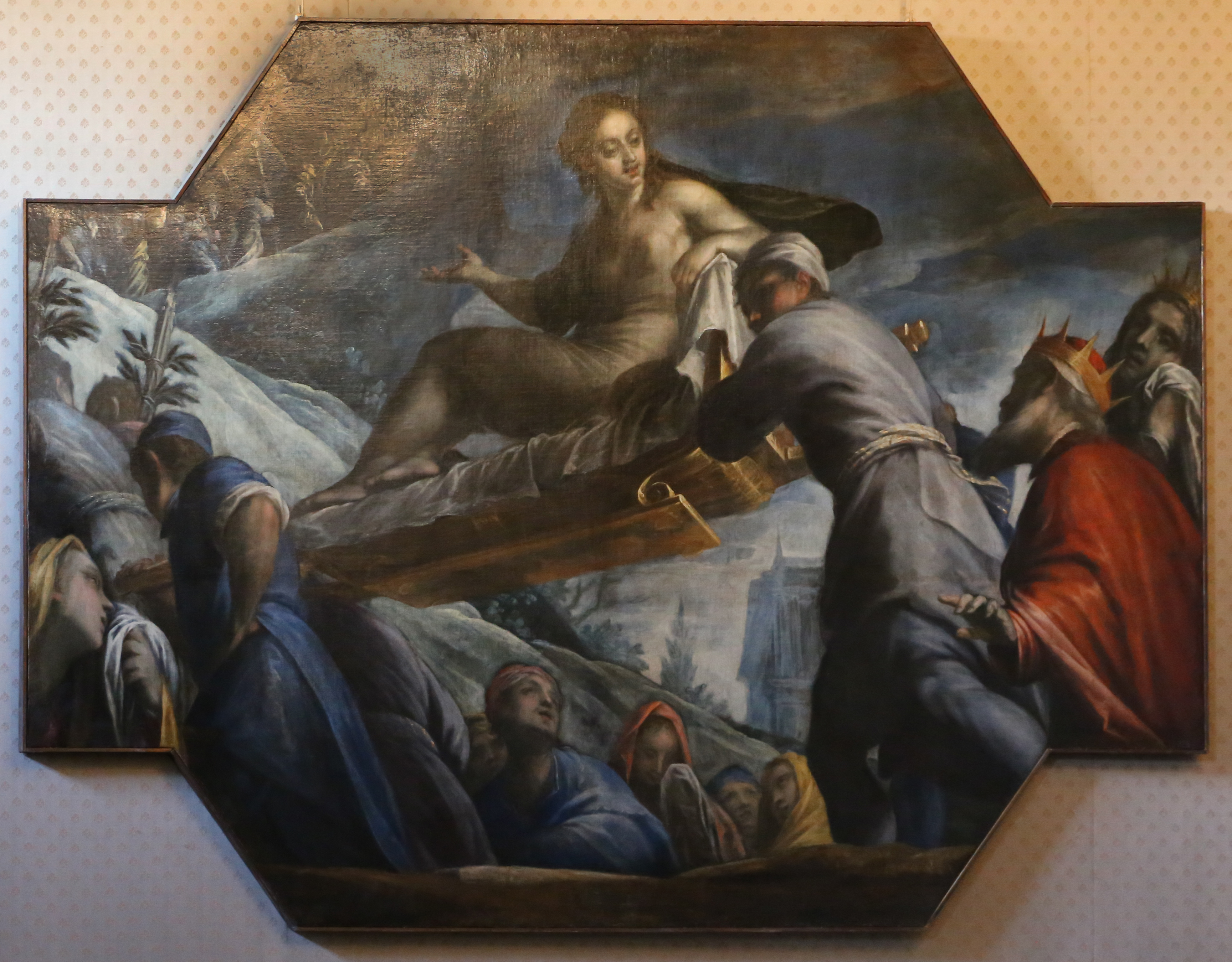
Якопо Пальма Младший и Санто Перанда. Картина из цикла «Амур и Психея». 1606—1610. Палаццо Дукале (Мантуя)
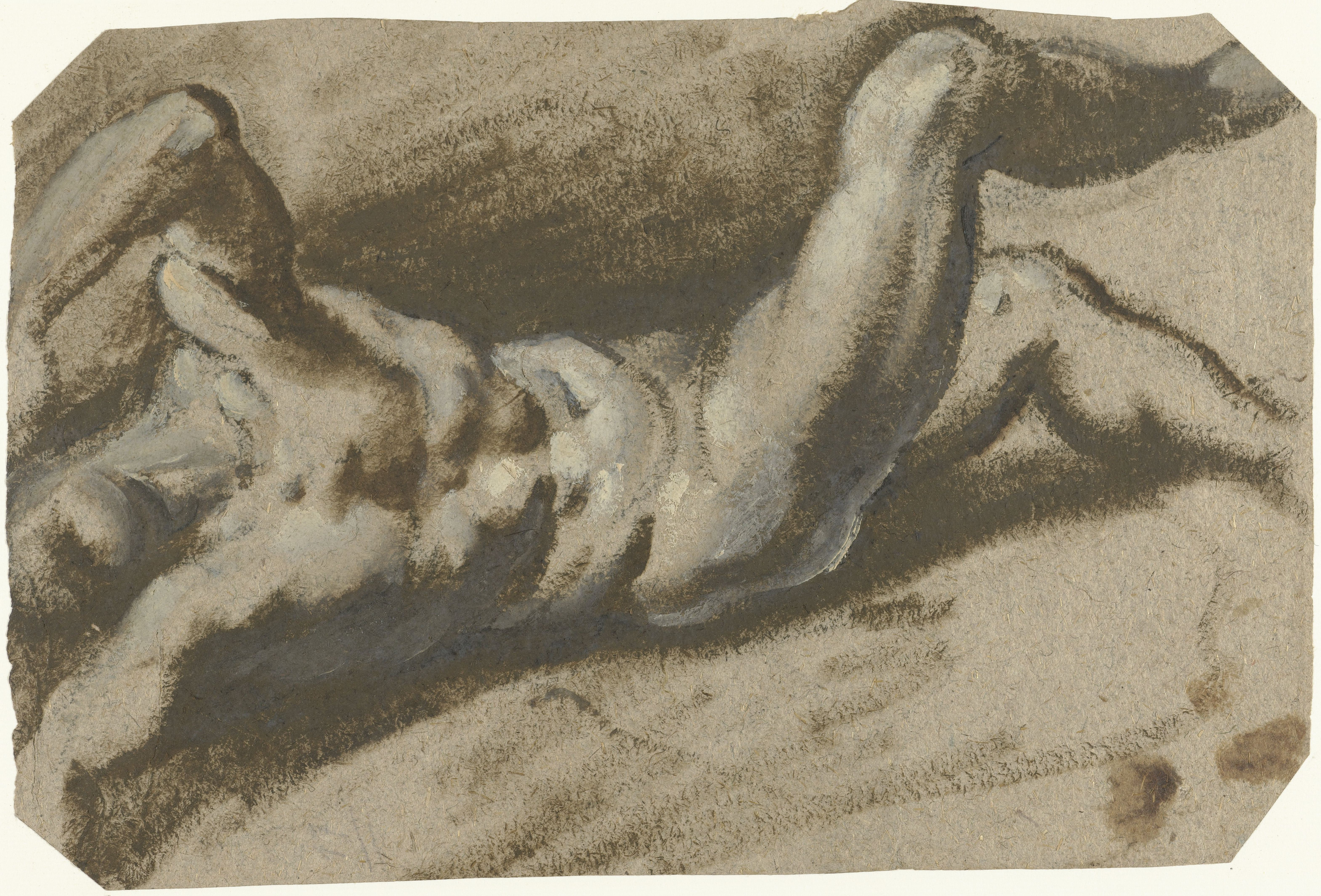
Обнажённый натурщик. 1600-е гг. Картон, масло. Рейксмюсеум, Амстердам
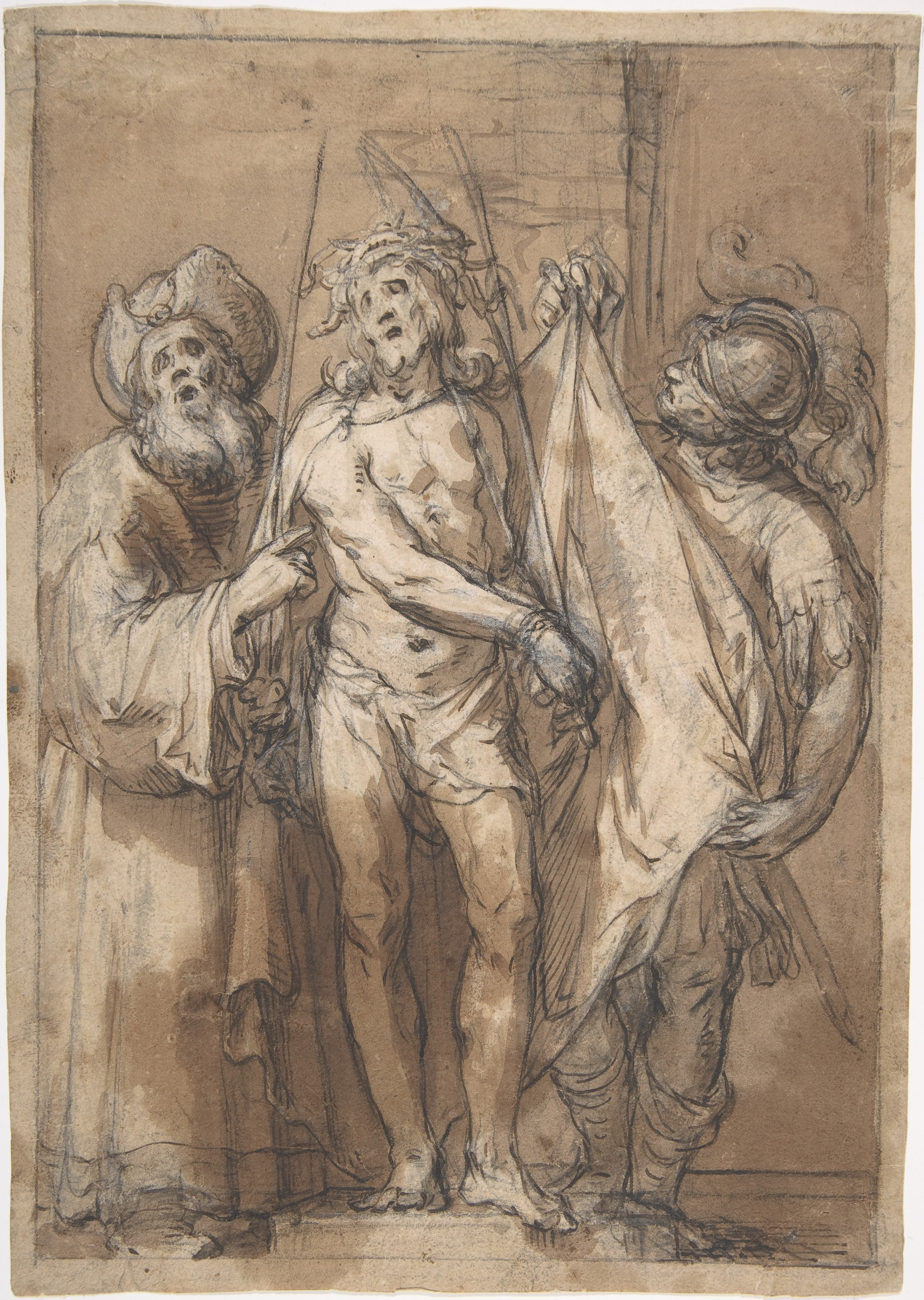
Ecce Homо. Бумага, чёрный мел, чернила, перо, белая гуашь. Метрополитен-музей, Нью-Йорк
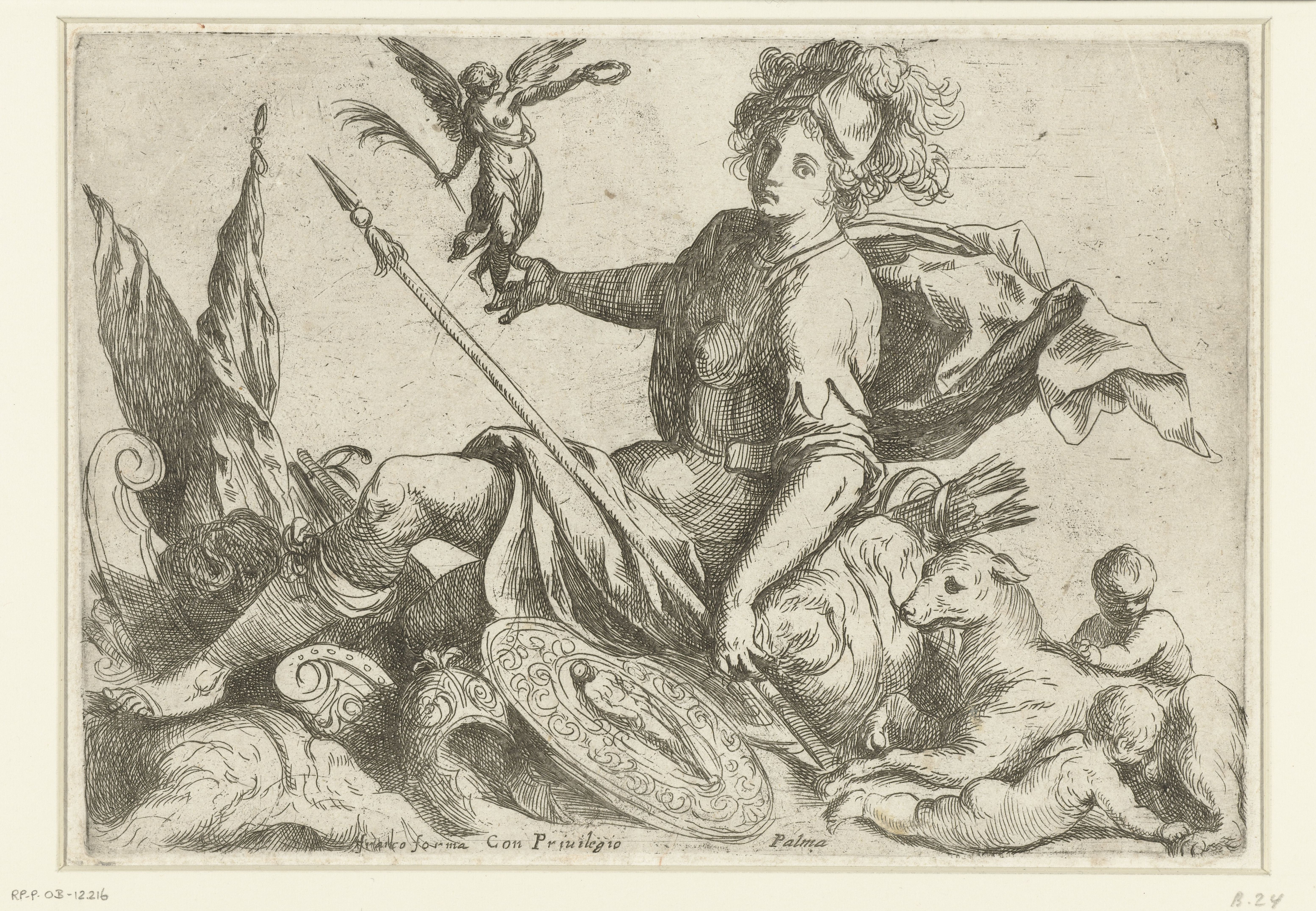
Минерва как защитница Рима. 1600-е гг. Офорт по рисунку Я. Пальмы Младшего